# Mercedes-Benz OF 1620
El Mercedes-Benz OF 1620 fue introducido en 1994, tuvo una efímera vida debido a su motor delantero que no lo hacía de lo más cómodo para el acceso en el tránsito urbano. Sin embargo, tuvo cierta aceptación en ciudades como Rosario y la provincia de Jujuy, no así en la Capital Federal, la cual no permitía más los buses de piso alto y motor delantero.
Tuvo dos configuraciones: normal y largo.
Carrocería: colectivo sobre bastidor.

## Ficha técnica

### Motor
- OM 366 LA
- Ciclo: diesel cuatro tiempos
- Sobrealimentación: turbo c/ intercambiador
- Sistema de combustible: inyección directa.
- Ubicación: delantero longitudinal.
- Cilindros: 6
- Potencia (CV): 200
- Régimen: 2600 r. p. m.
- Cilindrada: 5958 cc.
- Par motor (kgm): 63
- Régimen: 1600 r. p. m.
- Diámetro x carrera: 97.5 mm x 133 mm
- Orden de encendido 1-5-3-6-2-4
- Relación de compresión 18:1
- Refrigeración: agua

### Transmisión
Manual 
5 velocidades y MA
Relación Final Eje Trasero 5,86 : 1

### Suspensión
Neumática, con sistemas de amortiguación de doble efecto y barras de estabilización en ambos ejes.

### Chasis
Bastidor modular, combinación de perfiles en U y tubulares, de máxima resistencia estructural, con la aplicación de aceros microaleados de máxima resistencia a la tracción y gran flexibilidad a los esfuerzos flexotorsionales.

### Dirección
ZF Accionamiento asistida

### Prestaciones
Velocidad máx: (km/h) 110

### Dimensiones (mm)
- Largo 11615
- Ancho 2443
- Entre ejes 6050
- Alto 2515
- Diámetro giro (m): 21.8

### Rodado
Neumáticos: 11 R 22,5 PR 16
Llanta: Disco 7,50 x 20

### Opcionales
Neumáticos 11 R 22,5 PR 16

### Sistema eléctrico
Tensión (volts) 24. Batería: 2 x 12 V

### Pesos
Carga útil (kg): 11320

### Capacidades
Capacidad de Combustible (L): 210

## Carroceras de buses en Argentina
- La Favorita (1997-1998)
- Eivar (2000)
- Peveri (1997-1998)
- San Miguel (1998)
- San Juan (1998)
- Ottaviano (2000)